# Маккенн, Оуэн
Оуэн Маккенн (англ. Owen McCann; 26 июня 1907, Вудсток, мыс Доброй Надежды, Капская колония — 26 марта 1994, Кейптаун, ЮАР) — первый южноафриканский кардинал. Титулярный епископ Стетторио  и апостольский викарий Кейптауна с 12 марта 1950 по 11 января 1951. Архиепископ Кейптауна с 11 января 1951 по 20 октября 1984. Кардинал-священник с 22 февраля 1965, с титулом церкви Санта-Прасседе с 25 февраля 1965.